# Кашаго
Кашаго (итал. Casciago) — коммуна на севере Италии. Расположен в провинции Варесе области Ломбардия.
Население составляет 3797 человек, плотность населения составляет 938 чел./км². Занимает площадь 4,05 км². Почтовый индекс — 21020. Телефонный код — 0332.
Покровителем коммуны почитается святой Евсевий из Верчелли, празднование 1 августа.